# Globicetus
Globicetus — вимерлий рід китоподібних зіфіїд, з одним видом, G. hiberus, з міоцену Португалії та Іспанії. Голотип — це череп в музеї Луріньян, Португалія. G. hiberus відрізняється великою кулястою масою кістки на його рострумі.